# 솔샘로
솔샘로(솔샘路)는 서울특별시 성북구 정릉동에서 시작하여 서울특별시 강북구 미아동에서 끝나는 총연장 3.3km의 도로이다. 시작점은 성북구 정릉로와 교차하며, 중간에 솔샘터널을 통해 성북구와 강북구 경계를 지나간 뒤 종점은 도봉로와 교차한다. 정확하지는 않으나 주변 토박이의 말을 빌려보면, 1959년에 이 도로가 개설된 것으로 추정된다.

## 역사
대한민국의 도로명주소 개편작업에 따라 종전의 '솔샘길'의 명칭과 노선을 이어받았으나 노선체계 재정립에 따라 '로'로 위상변경이 있었다. 도로구간 고시일은 2010년 4월 22일이며 도로명 부여사유는 '미아동의 옛 지명인 솔샘'을 인용한 것이다.

## 노선
정릉동성당 - 국민대학교정릉생활관 주차장 - 정릉4동 주민센터 - 정릉파출소 - 솔샘터널 - 솔샘역(서울미양초등학교) - 삼양동사거리 - 송천동 주민센터 - 삼양입구사거리

## 연결도로
- 정릉로
- 보국문로
- 삼양로
- 도봉로